# Pseudolasius karawajewi
Pseudolasius karawajewi é uma espécie de formiga do gênero Pseudolasius, pertencente à subfamília Formicinae.